# Min (mythologie)
Min was in de Egyptische mythologie de god die vooral als vruchtbaarheidsgod fungeerde, maar ook de beschermer was van de wegen en de mijnen in de oostelijke woestijn.
Min is gemakkelijk te herkennen door zijn stijve fallus die hij soms in de linkerhand houdt. Dit houdt verband met zijn vruchtbaarheidsstatus. In de opgeheven rechterhand houdt hij een vlegel, als koninklijk symbool van macht. Hij wordt weergegeven als een gemummificeerde man en draagt een kroon met twee arendpluimen. De kroon is dezelfde als die van Amon en daarom ook werd hij er in latere tijden mee geïdentificeerd.
In het begin van het seizoen werd er gifsla (Lactuca virosa) aan hem geofferd die een afrodisiacum zou bevatten. Zijn belangrijkste cultusplaatsen zijn Koptos en Achmim. Deze laatste plaats werd later door de Grieken Panopolis genoemd, omdat zij Min vereenzelvigden met de Anatolische god Pan. De oudste cultus van hem ligt waarschijnlijk in het oosten van het land bij de mijnen, waarvan hij ook beschermer was.
In Achmin vond de Britse archeoloog Flinders Petrie begin 20e eeuw enkele zeer grote beelden van Min, daterend uit 3000 v.Chr.. Deze bevinden zich thans in het British Museum in Londen.

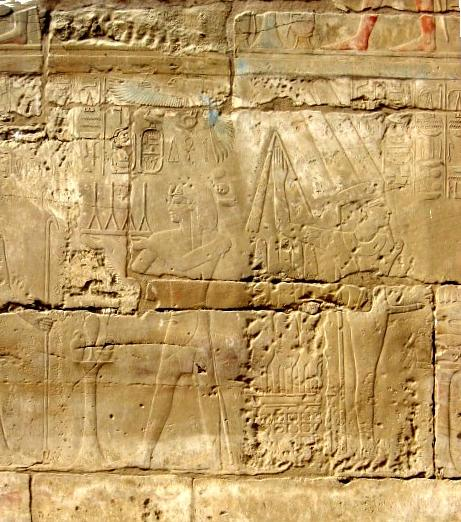
Reliëf in de Luxortempel met rechts een afbeelding van Min

Aker · Amaoenet · Ammit · Amenhotep, zoon van Hapoe · Amon · Amon-Re · Amset · Anat · Andjeti · Anhoer · Anubis · Anoeket · Apedemak · Apepi · Apis · Arensnuphis · Astarte · Atoem · Aton · Baäl · Baälat · Bat · Banebdjedet · Bastet · Benben · Benoe · Bes · Buchis · Chentiamentioe · Chepri · Chons · Doeamoetef · Geb · Hapy (Nijlgod) · Hapy (zoon van Horus) · Harmachis · Harpocrates · Hathor · Hatmehyt · Heh en Hehet · Heka · Heket · Herisjef · Hesat · Horus · Hoe · Iaret · Imhotep · Ishtar · Isis · Isis-Sothis · Kebehsenoef · Kek · Chnoem · Maät · Mandulis · Mentoe · Meretseger · Mesechenet · Min · Miysis · Mnevis · Moet · Naoenet · Nechbet · Nechen en Pe · Nefertem · Neith · Nennoe · Nephthys · Noen · Noet · Osiris · Pachet · Ptah · Qetesh · Ra · Renenoetet · Renpit · Resjef · Satet · Sechmet · Selket · Serapis · Sesjat · Seth · Sjoe · Sobek · Sokaris · Sopdet · Ta-Bitjet · Tabh · Tatenen · Taweret · Tefnoet · Thoth · Wadjet · Wepwawet · Werethekaoe ·